# Difenilfosfito
El difenilfosfito, fosfonato de difenilo o fosfito de difenilo es el compuesto organofosforado con la fórmula (C6H5O)2P(O)H. Es un reactivo popular para generar otros compuestos organofosforados, explotando la alta reactividad del enlace P-H. El difenilfosfito es un líquido viscoso incoloro. La molécula es tetraédrica. 
Aunque generalmente se denomina difenilfosfito, el nombre correcto aceptado por la IUPAC es el de fosfonato de dietilo, ya que el tautómero fosfito no ha sido observado ni en el propio difenilfosfito, ni en ninguno de los diferentes derivados alquilfosfonatos de difenilo (en los que se reemplaza el H por una cadena lateral).

## Síntesis y propiedades
Los compuestos se pueden preparar tratando tricloruro de fósforo con fenol: 
{\displaystyle {\rm {3\ C_{6}H_{5}OH+PCl_{3}\rightarrow HP(O)(C_{6}H_{5}O)_{2}+2\ HCl+C_{6}H_{5}Cl}}}
Muchos análogos se pueden preparar de manera similar. Una reacción ilustrativa, difenilfosfito, aldehídos y aminas reaccionan para producir aminofosfonatos (reacción de Kabachnik–Fields).